# متحف عكاظ
متحف عكاظ أحد متاحف منطقة مكة المكرمة بمحافظة الطائف في المملكة العربية السعودية، أسسه خلف الله بن مسلم بن خضر القرشي، يشغل المتحف الدور السفلي من سكن المالك ويتكون من عدة أقسام وأكشاك متفاوتة المساحات، وقد تم عرض مقتنيات ذلك المتحف داخل تلك الأكشاك وفي الممرات التي بينها وذلك بأسلوب عرض منسق إلا أن كثرة المقتنيات الأثرية والتراثية في ذلك المتحف أثرت بتزاحمها على أسلوب العرض .
وقد تم العرض من خلال التعليق على الحائط أو من خلال فاترينات زجاجية أو من خلال عرضها على أرفف، ويضم المتحف مجموعة كبيرة من التراث ويتخللها بعض القطع الأثرية والنادرة، ومن محتويات المتحف الملابس الرجالية وكذلك الملابس والحلي النسائية وأدوات الزينة ومباخر وأدوات الإضاءة وصور قديمة . كما يوجد أدوات الطهي والقهوة والأدوات الزراعية وبعض الخوصيات والفخاريات، بالإضافة إلى بعض صناديق السيسم وأبواب ونوافذ قديمة وكذلك نجد الأسلحة وعدة الحرب بنادق وسيوف وخناجر ومدافع ودروع وخوذ حربية وتم عرضها داخل خزائن زجاجية، وأضيف معها أدوات صياغة الذهب والحلي، وكذلك كمرات تصوير قديمة، وتلفونات وساعات وكتب ووثائق ومخطوطات وعملات . وقد تم عرض بعض الحرف والمهن القديمة وأدواتها داخل أكشاك، كما نجد أدوات السقاية.